# Spiedo (arma)
Lo spiedo o venabulo (Venabulum in latino) era un'arma inastata in uso nel Medioevo e nel Rinascimento per la caccia alla selvaggina pericolosa (come il cinghiale) in Francia e Italia. 
Si componeva di un lungo corpo metallico appuntito, a sezione quadrangolare, inastato su di un astile in legno. La differenza con la lancia da cinghiale in uso nell'areale germanico era forse, originariamente, meramente etimologica.
Nel lessico italiano corrente, il vocabolo spiedo è utilizzato quale sinonimo di "schidione", cioè l'utensile in metallo o legno, in forma di astile sottile ed appuntito ad una delle estremità, sul quale si infilzano le carni per la cottura alla fiamma o alla brace.
Al fine di indicare specificatamente l'antico spiedo da caccia, i letterati italiani hanno continuato ad utilizzare il vocabolo di derivazione latina "venabulo" sino al principio del XX secolo.

## Storia
L'arma inastata d'uso venatorio nota come "spiedo" o "spiede" era già in uso presso gli antichi Romani, soliti servirsene per la caccia a selvaggina di grandi dimensioni, con il nome di venabulum (italianizzazione "venabulo"). Era arma utilizzata durante le battute di caccia a cavallo, onde sfruttare al meglio la velocità e la mole dell'equino congiuntamente al grande allungo del venabulo per abbattere animali pericolosi per l'incolumità del cacciatore, quali il cinghiale. Strumento fondamentale per l'abbattimento delle prede più grosse e pericolose, il venabulum affiancava l'arco nella panoplia della dèa cacciatrice Artemide.
Nel corso del Medioevo, la pratica della caccia al cinghiale si diffuse capillarmente in Europa. Mentre l'areale di cultura germanica si affidava alla chiavarina, arma inastata prettamente teutonica sviluppata appositamente per uccidere il suinide selvatico, in Italia ed in Provenza restò in uso il venabulum latino quale strumento atto a finalizzare l'uccisione della pericolosa preda.
(Villani, Giovanni (XIII secolo), Nova Cronica, 8, 55, 7.)
Nei secoli centrali del Medioevo, concomitantemente allo sviluppo di quelle armi da fanteria basate su attrezzi agricoli (roncone, mazzafrusto, ecc.), anche il venabulo funse da archetipo per lo sviluppo di un'arma d'assalto vera e propria. Lo spiedo divenne spiedo da guerra (spetum), un'arma inastata da fanteria atta a colpire un cavaliere in armi permettendo al fantaccino di tenere il nemico a distanza sfruttando i rebbi sotto alla lama. Il modello dello spetum venne poi sviluppato in armi più raffinate quali il brandistocco e la corsesca. Sussiste comunque la possibilità che l'impiego bellico del venabulum possa essere fatto risalire sino ai tempi del Sacro Romano Impero di Carlo Magno poiché già a quel tempo la cavalleria pesante dell'Impero soleva servirsi della chiavarina, cioè dell'equivalente nordico del venabulo, quale arma durante la carica.
Nel XVII secolo il venabulo era ancora in uso quale arma da caccia, compito al quale assolse sino al definitivo abbandono, nella pratica venatoria, delle armi inastate in funzione delle armi da fuoco:
(Vocabolario degli Accademici della Crusca, Firenze 1612, p. 834)